# Lituania en los Juegos Europeos de Bakú 2015
Lituania participó en los Juegos Europeos de Bakú 2015 con una delegación de 71 deportistas. Responsable del equipo nacional fue el Comité Olímpico Nacional de Lituania, así como las federaciones deportivas nacionales de cada deporte con participación.

## Medallistas
El equipo de Lituania obtuvo las siguientes medallas:
| Nombre                               | Deporte     | Competición   |
| ------------------------------------ | ----------- | ------------- |
| Oro                                  |             |               |
| Andrius Šidlauskas                   | Natación    | 50 m braza M  |
| Henrikas Žustautas                   | Piragüismo  | C1 200 m M    |
| Plata                                |             |               |
| Andrius Šidlauskas                   | Natación    | 100 m braza M |
| Bronce                               |             |               |
| Kęstutis Navickas                    | Bádminton   | Individual M  |
| Radvila Matukas                      | Sambo       | –90 kg M      |
| Rūta Aksionova                       | Sambo       | –52 kg F      |
| Ieva Dumbauskaitė Monika Povilaitytė | Vóley playa | Torneo F      |